# Rerum Orientalium
 Rerum Orientalium  è un'enciclica di papa Pio XI, promulgata l'8 settembre 1928, dedicata alla promozione degli studi sulla Chiesa orientale nella prospettiva di creare gli strumenti per un avvicinamento fra le due Chiese separate. In particolare il Pontefice con questa enciclica si batte per l'integrazione con le culture locali invece dell'imposizione di una cultura occidentale e richiama i cattolici dell'Est europeo ad una maggiore comprensione della religione ortodossa.